# SpaceX Crew-1
SpaceX Crew-1 is de eerste missionaire ruimtevlucht van een Crew Dragon. Met deze eerste reguliere Commercial Crew-vlucht bracht SpaceX in opdracht van NASA vier ruimtevaarders naar het ISS. Het was daarmee de eerste vlucht van een Crew Dragon waarbij alle stoelen bezet waren. 
NASA duidde de vlucht in contracten ook wel aan als PCM-1 waarbij "PCM" voor Post Certification Mission staat. Voor 2019 werd de vlucht door NASA aangeduid als USCV-1 of USCV-2. Doordat de volgorde van commercial crew-vluchten door vertragingen onduidelijk werd heeft NASA de USCV-codering losgelaten en hebben ze de vluchtnamen van hun Commercial Crew-partners overgenomen met toevoeging van de bedrijfsnaam.

## Voorbereiding
De bouw van Crew Dragon C207 was begin 2020 ruim op gang. Op 3 februari 2020 werd bekend dat SpaceX de ruimtecapsule binnen drie maanden zou opleveren. Dat was drie maanden eerder dan in de eerdere planning.
Op 24 april 2020 werd de Falcon 9 booster getest op het SpaceX-testterrein in het Texaanse McGregor. Op 26 mei 2020, werd 30 augustus als doeldatum voor de lancering vastgesteld. Eind juli stond die doeldatum nog steeds, maar begin augustus werd deze een kleine maand doorgeschoven naar 27 september. Op 14 augustus werd de lancering uitgesteld tot 23 oktober om zodoende beter aan te sluiten bij de planning van het ISS. 
De tweede trap van de Falcon 9 werd op 18 augustus 2020 getest in McGregor. Diezelfde dag arriveerde de Crew Dragon op Cape Canaveral. Op 28 september werd de lancering uitgesteld naar 31 oktober. Op 2 oktober ontdekte SpaceX een probleem in een turbopomp van een andere Falcon 9-raket. Hierop had SpaceX meer tijd nodig om zeker te stellen dat dit geen probleem is dat bij andere boosters voorkomt. De lancering werd dan ook uitgesteld naar begin- tot midden-november. 
Op 27 oktober werd de datum bijgewerkt naar 15 november. Uit onderzoekt was gebleken dat in een ventiel van een van de turbopompen van de nieuwe Falcon 9-booster die een GPS-satelliet moest lanceren een beetje "nagellak", of beter gezegd; een vergelijkbare rode lak in het productieproces wordt gebruikt, was aangetroffen. Hierop werden alle nieuwe Merlin-motoren gecontroleerd en werden op booster B1061 die Crew-1 lanceert twee van de negen Merlin-1D-motoren vervangen.
NASA gaf na deze problemen aan te willen dat SpaceX eerst vlucht GPS III-04 waarvan de booster dezelfde modificatie heeft ondergaan zou lanceren zodat er nog eventuele lessen van die vlucht zijn te leren. Die lancering vond plaats op 5 november 2020.

## Bemanning
Op 3 augustus 2018 werden de NASA-bemanningsleden bekendgemaakt voor de testvluchten en de eerste missionaire vluchten van het Commercial Crew-programma waaronder deze vlucht. Later werden de andere twee bemanningsleden bekendgemaakt.
| Positie          | Ruimtevaarder                                        |
| ---------------- | ---------------------------------------------------- |
| Gezagvoerder     | Mike Hopkins, NASA en US Space Force 2e ruimtevlucht |
| Piloot           | Victor Glover, NASA 1e ruimtevlucht                  |
| Missiespecialist | Soichi Noguchi, JAXA 3e ruimtevlucht                 |
| Missiespecialist | Shannon Walker, NASA 2e ruimtevlucht                 |

NASA-astronaut Kjell Lindgren kon als reservebemanningslid worden ingezet. Hij stond ook enige tijd reserve voor vlucht SpX-DM2.

## Laatste voorbereidingen en lancering
Een week voor de lancering leken weermodellen erop te wijzen dat de tropische storm Eta zijn invloed op het schiereiland van Florida zou hebben en de laatste voorbereidingen zou dwarszitten. De planning werd daardoor onzeker. 
Op 8 november kwam de bemanning met een Falcon 900EX-vliegtuig aan op het Kennedy Space Center. Door slecht weer werd de statische starttest eerst van 9 naar 10 november uitgesteld en daarop naar 11 november om een ventiel in de tweede trap te vervangen. Op 10 november werd de raket naar het lanceerplatform gebracht. 
Anders dan bij DM2 zijn de NASA logo’s (zowel "the worm" als "the meatball") niet op de booster, maar op de tweede trap aangebracht. De voorspellingen van storm Eta gaven die ochtend geen sterke afbuiging naar het oosten meer aan waardoor de Space Coast niet in de meest directe gevaren zone van die storm zal liggen. Later zou de voorspelde route werk weer naar het oosten afbuigen maar een dag eerder noordelijk van het Kennedy Space Center langstrekken. Tijdens de flight readiness review op 10 november was alles "go". De kans op geschikt lanceerweer op voor de avond van 14 november (lokaal) werd op 11 november 60 procent gegeven. Die dag werden ook het ontwerp van de Falcon 9 en de Crew Dragon definitief goedgekeurd voor reguliere bemande vluchten. 
Op 12 november was de kans op geschikt lanceerweer gestegen naar 90 procent. Die dag werd ook de generale repetitie met de bemanning uitgevoerd. Verder testte SpaceX-directeur Elon Musk positief op COVID-19 en zou hij volgens NASA-directeur Jim Bridenstine vanwege zelfquarantaine niet bij de lancering aanwezig zijn. 
Op 13 november werd de lancering met een dag uitgesteld naar zondag 15 november 19:26 lokale tijd (EST), ofwel 16 november 00:27 UTC. De belangrijkste reden daarvoor was het weer op zee in de landingszone voor de Falcon 9-booster en de noodlandingszones van de Crew Dragon. Gevolg van het uitstellen van de lancering was wel dat de vlucht naar het ISS 27 uur in plaats van acht-en-een-half uur zou duren. Op 14 november was de kans op gunstig lanceerweer voor de 15 november afgenomen tot 50 procent. Voor de volgende lanceeroptie, 18 november, werd 80 procent gegeven. 
Die voorspellingen bleven de volgende dag gelijk en dus maakte de bemanning zich klaar voor de lancering volgens het vaste draaiboek van een Crew Dragon-lancering. Na het sluiten van het toegangsluik van de Crew Dragon bleek tijdens de druktest uit metingen dat de druk in de cabine iets afnam, wat zou kunnen duiden op een klein lek. Daarop werd het toegangsluik weer geopend en gecontroleerd op eventuele schade. Dit kon door een marge van tien minuten in het draaiboek. Er werd een "FOD", oftewel foreign object debris in de afsluiting aangetroffen en verwijderd. 
De kans op gunstig lanceerweer was een uur voor de lancering verbeterd naar 80 procent en de lancering verliep verder zonder incidenten.

## Verblijf en terugkeer
Crew Dragon Resilience was gedurende de missie ook Mike Hopkins slaapverblijf, aangezien er dan zeven zeven ruimtevaarders in het ISS verblijven terwijl er op dat moment zes slaapplaatsen in het ISS waren.
Op 6 januari 2020 bleek dat NASA de mogelijkheid onderzocht om Crew-1 te verlengen, en Crew-2 en Crew-3 later te lanceren om zo meer tijd en ruimte te maken voor Boeings Commercial Crew-testvluchten Boe-OFT 2 en Boe-CFT en zodoende Starliner-1, op tijd te kunnen lanceren en de permanente aanwezigheid van NASA-astronauten in het ISS te kunnen blijven garanderen. Hier werd vanaf gezien. Er werd voor gekozen SpaceX Crew-4 als back-up gereed te hebben om de vierde Commercial Crew-missie uit te kunnen voeren mocht Starliner 1 niet op tijd gereed zijn (wat later het geval bleek).
Op 5 april 2021 werd Resilience van koppelpoort IDA-2 naar IDA-3 verplaatst zodat Crew Dragon Endeavour (missie Crew-2) een paar weken later bij de gemakkelijker te bereiken IDA-2 kon aankoppelen.
De landing, die aanvankelijk voor 28 april 2021 gepland was, werd uitgesteld naar 1 mei. Dit gebeurde wegens slecht weer op alle mogelijke landingsplaatsen, zowel in de Atlantische Oceaan als in de Golf van Mexico. Ook op 1 mei zou volgens de voorspellingen de wind te hard zijn, dus werden de afkoppeling en landing nog een dag uitgesteld. De landingszone ten zuiden van Panama City (Florida) was de meest geschikte plaats. Sinds de Apollo 8-missie in 1968 was dit de eerste landing van een bemand ruimtevaartuig bij nachtlicht.

## Trivia
- Toen landingsschip Just Read The Instructions op 19 november 2020 Port Canaveral naderde, bleek dat Falcon 9-booster B1061 ongeveer zes graden uit het lood stond. De booster had na de landing over het dek "gedanst" en was naar de hoek van het platform geschoven voordat de Octagrabber, een verzwaringsrobot, de booster had kunnen fixeren. Een van de vier landingspoten hing boven het dek en was met een ketting aan het dek vastgelast.
- Delen van de kofferbak van de Crew Dragon, die voor terugkeer werd afgestoten, stortten eind juli 2022 neer in Australië.